# توشيوكي كوباياشي
توشيوكي كوباياشي (باليابانية: 小林俊行؛ بالكانا: こばやし としゆき) هو رياضياتي وأستاذ جامعي ياباني، ولد في 1962 في أوساكا في اليابان.

## وصلات خارجية
- الموقع الرسمي